# Anahita nathani
Anahita nathani är en spindelart som beskrevs av Embrik Strand 1906. Anahita nathani ingår i släktet Anahita och familjen Ctenidae. Inga underarter finns listade i Catalogue of Life.